# Nils Langhelle
Nils Langhelle, né le 28 septembre 1907 et mort le 28 août 1967, est un homme politique norvégien membre du Parti travailliste. Il est ministre du Travail de 1945 à 1946, ministre des Transports et des Communications de 1946 à 1951 et de 1951 à 1952, ministre de la Défense de 1952 à 1954, ministre du commerce et de la marine marchande de 1954 à 1955 et président du Storting de 1958 à 1965.
Il est arrêté le 29 janvier 1943 et emprisonné au camp de concentration de Grini de mai à décembre 1943, puis au camp de concentration de Sachsenhausen jusqu'à la fin de la Seconde Guerre mondiale.